# Baumbruch

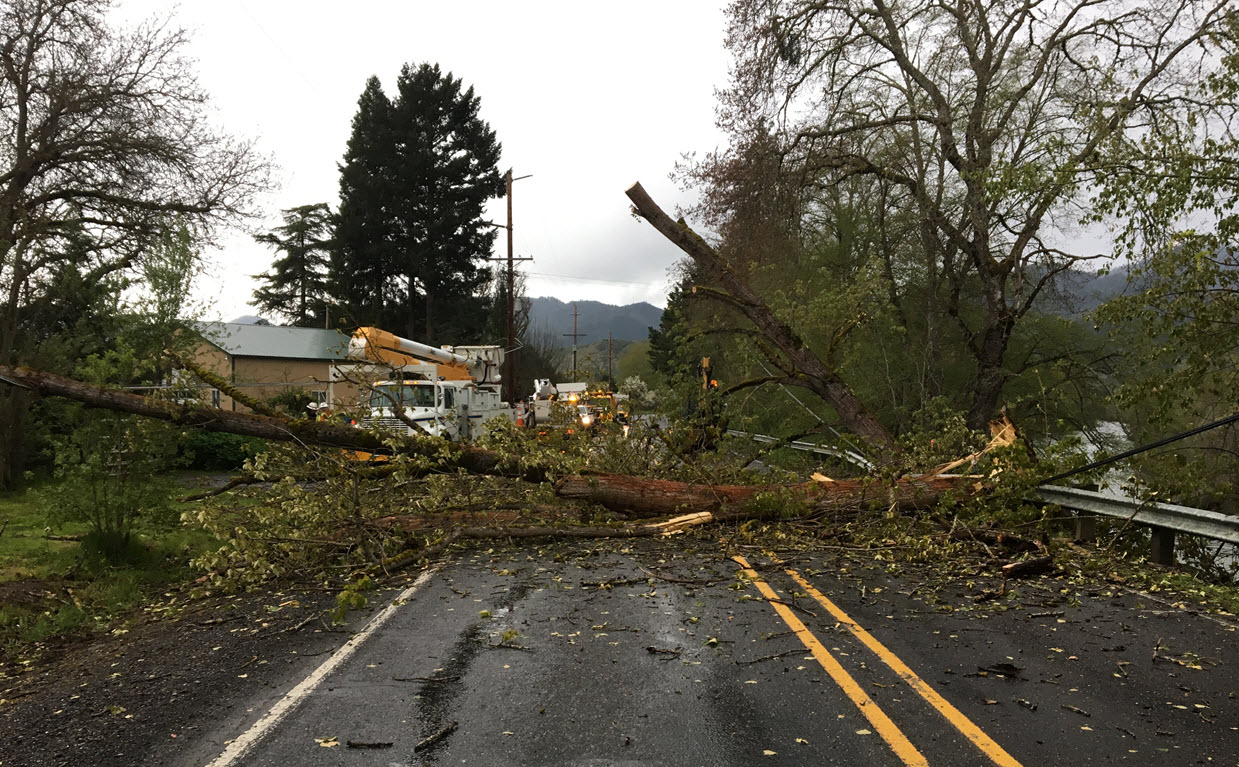
Baumbruch

Baumbruch oder Baumwurf nennt man Umstürzen eines Baumes oder größere Teile desselben.
Die typischen Ursachen für Baumwurf sind Windwurf, durch Starkwindereignisse, Schneebruch durch Starkschneeereignisse respektive Eisbruch durch Eisregen, oder Lawinenwurf, aber auch durch Bodenlockerungen nach Frost, durch Wasser oder geophysikalische Ursachen wie Massenbewegung. Daneben werfen Bäume auch ohne sonderliche Außenwirkung als natürliche Auslichtung nutzlos gewordenen Teile ab, und brechen wegen Krankheit oder aus Altersschwäche sukzessive zusammen. Dabei handelt es sich hauptsächlich um natürlichen Totholz-Abbau, also Holzzerstörung durch Organismen wie Holzfäule (Pilzinfektionen) und Insekten und Ähnliches, und fortschreitende mechanische Schädigung (Materialermüdung des Holzes). Vorgeschädigte Bäume fallen bei extremen Ereignissen naturgemäß viel leichter, als vitale Exemplare. Bruchgefahr ist aber auch von Wuchsfaktoren (Wüchsigkeit, Standort), wie auch der Baumart abhängig.
Siehe auch: Waldschäden – forstlich-ökologischer Fokus auf ganze Baumbestände

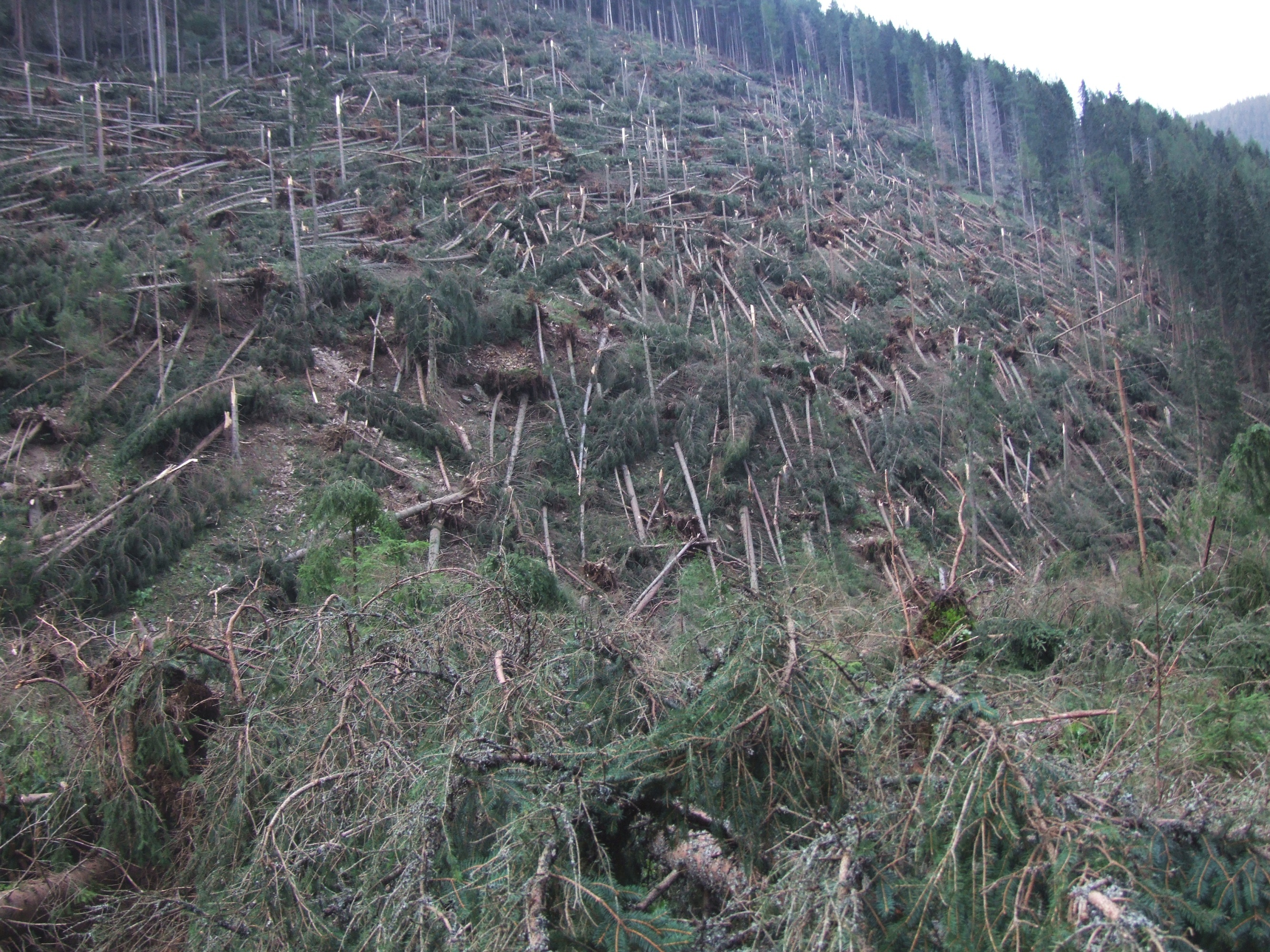
Gänzlich umgelegtes Waldstück nach Sturm (vielfältiges Schadensbild)

Forstfachlich lassen sich unterschieden:
- Wurzelbruch – der Baum fällt mitsamt Wurzelstock, weil die haltenden Wurzeln versagen; Flachwurzler mit typisch aufgestellter Baumscheibe (zentraler Flachwurzelstock)
- Stockbruch – der Baum bricht an der Basis (es verbleibt ein Baumstumpf/-stock)
- Stammbruch – der Hauptstamm versagt, auch in größerer Höhe über dem Boden
Dieser drei Formen werden auch als Baumbruch im eigentlichen Sinne bezeichnet
- Baumwurf im eigentlichen Sinne, das Abbrechen von Ästen, insbesondere an der Astanbindung

Diese spezielle Unterscheidung der Begriffe ‚Baumbruch‘ und ‚Baumwurf‘ ist aber nicht allgemeinüblich. In anderer Verwendung spricht man beispielsweise spezieller von ‚Windbruch‘ für Ast- und Stammbrüche, und ‚Windwurf‘ für komplett entwurzelte Bäume.

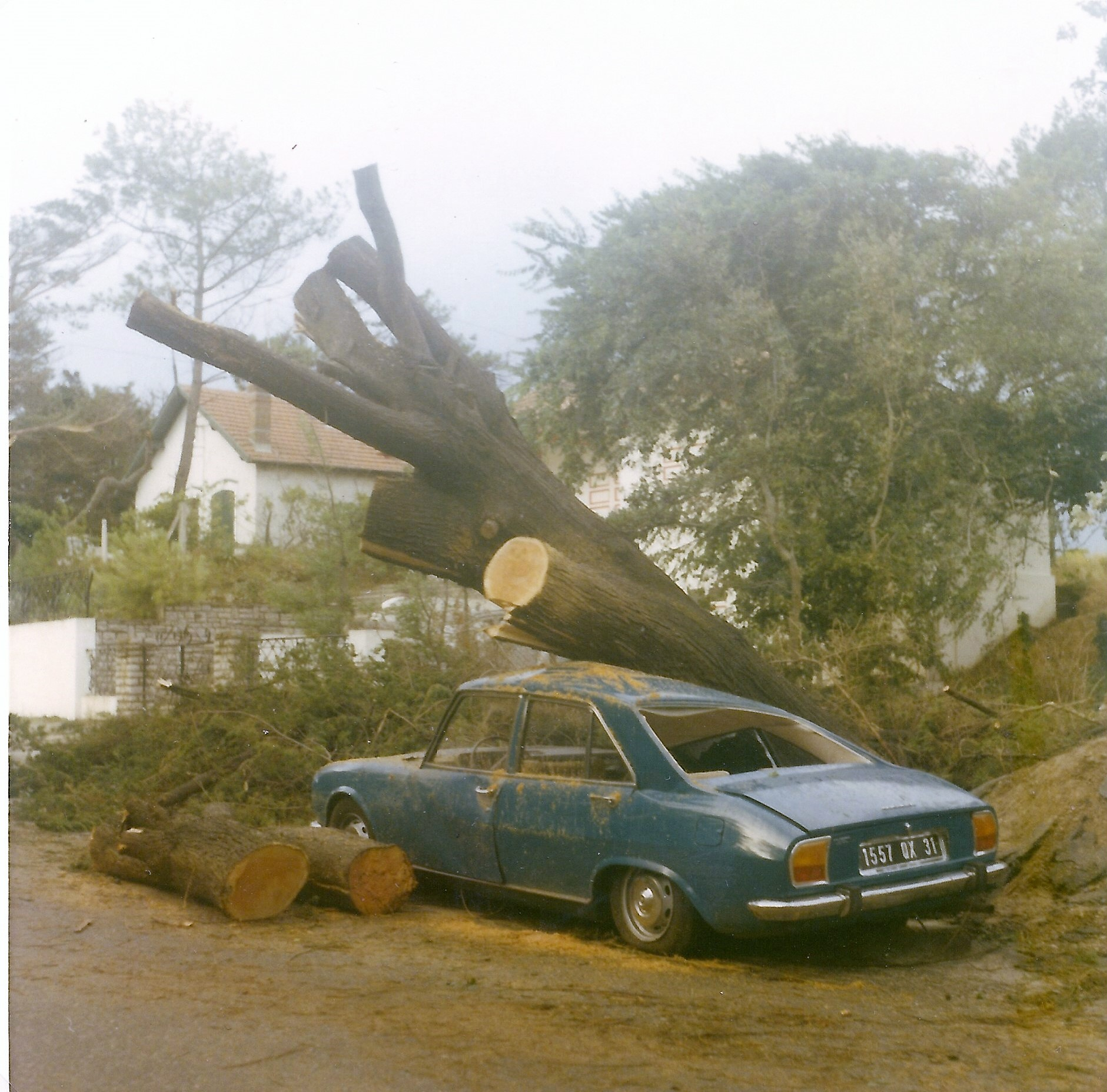
Baumschaden als Haftungsfrage

Großflächiger Baumbruch durch Extremwetter ist ein typischer Forstschaden. Im besiedelten Raum sind Folgeschäden durch Baumbruch eine rechtliche Frage, der Eigentümer eines Baumes ist im Allgemeinen zu gewisser Vorsorge (Kontrolle, Baumpflege) verpflichtet, und haftet für Schäden, wenn nicht höhere Gewalt vorliegt. Dies gilt insbesondere für den öffentlichen Raum, diese Verkehrssicherungspflicht herrscht – mit gewissen Einschränkungen – auch im Wald. Bei Fahrlässigkeit kann es Probleme mit der Haftpflichtversicherung geben.

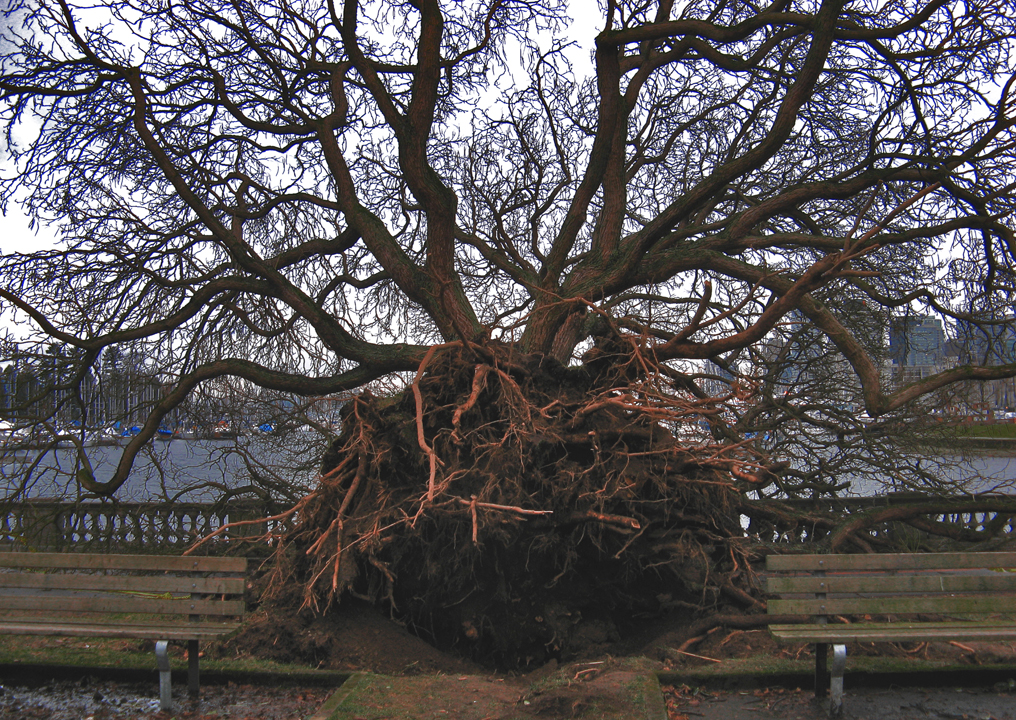
Wurzelbruch i.e.S: Entwurzelt durch Sturm
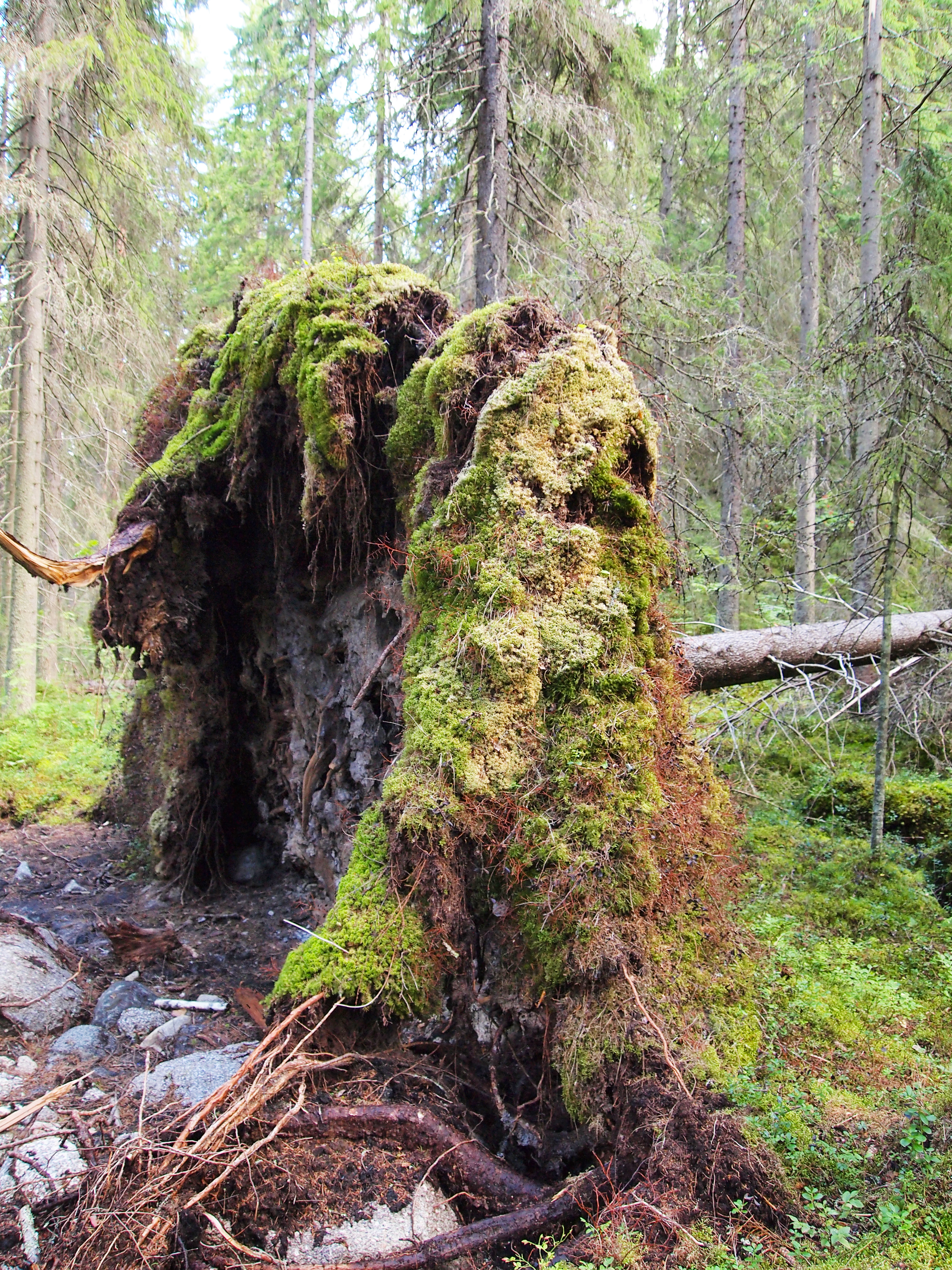
Wurzelbruch i.e.S: Baumscheibe
Stockbruch i. e. S.
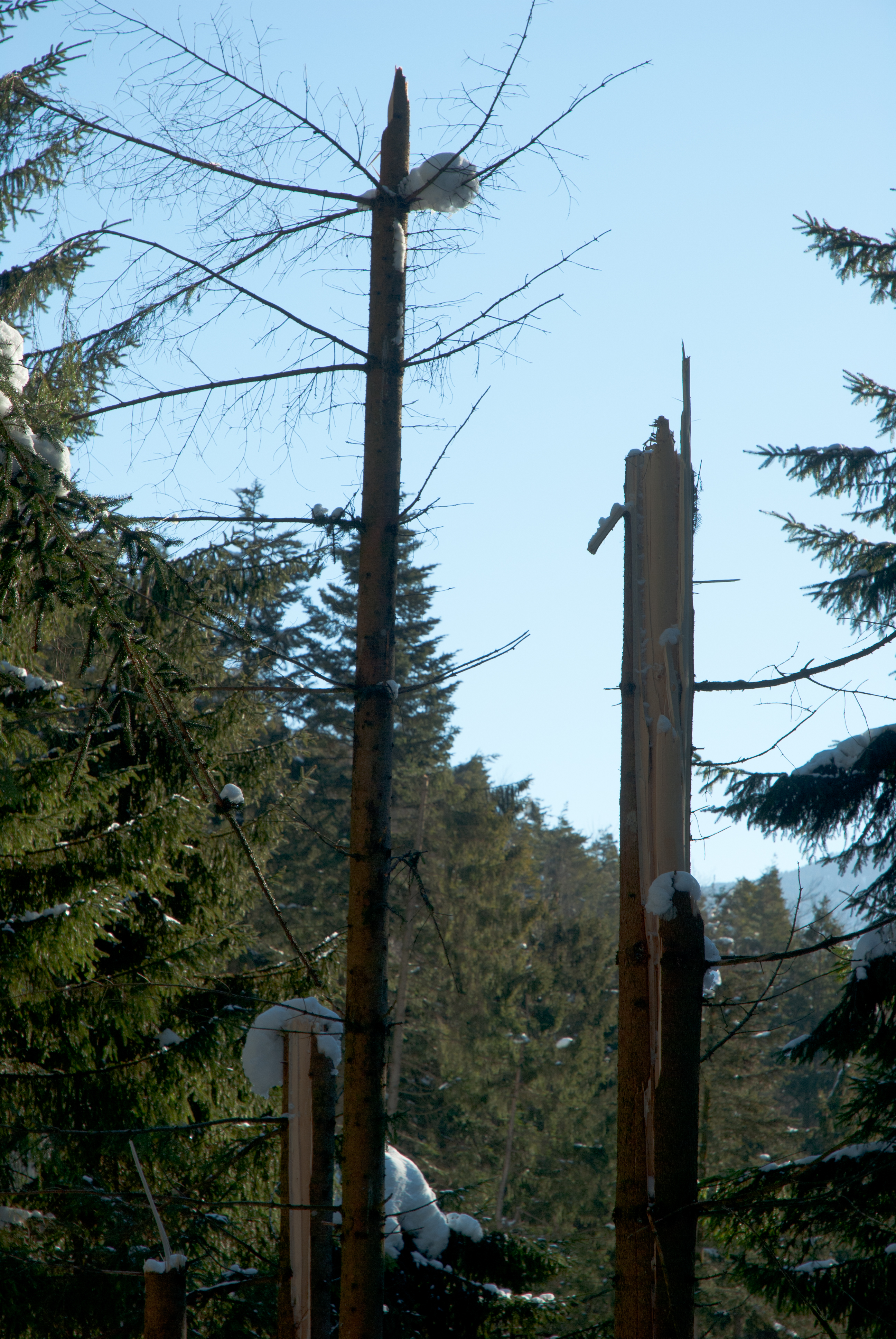
Stammbruch i. e. S.: gekappt durch Schneelast
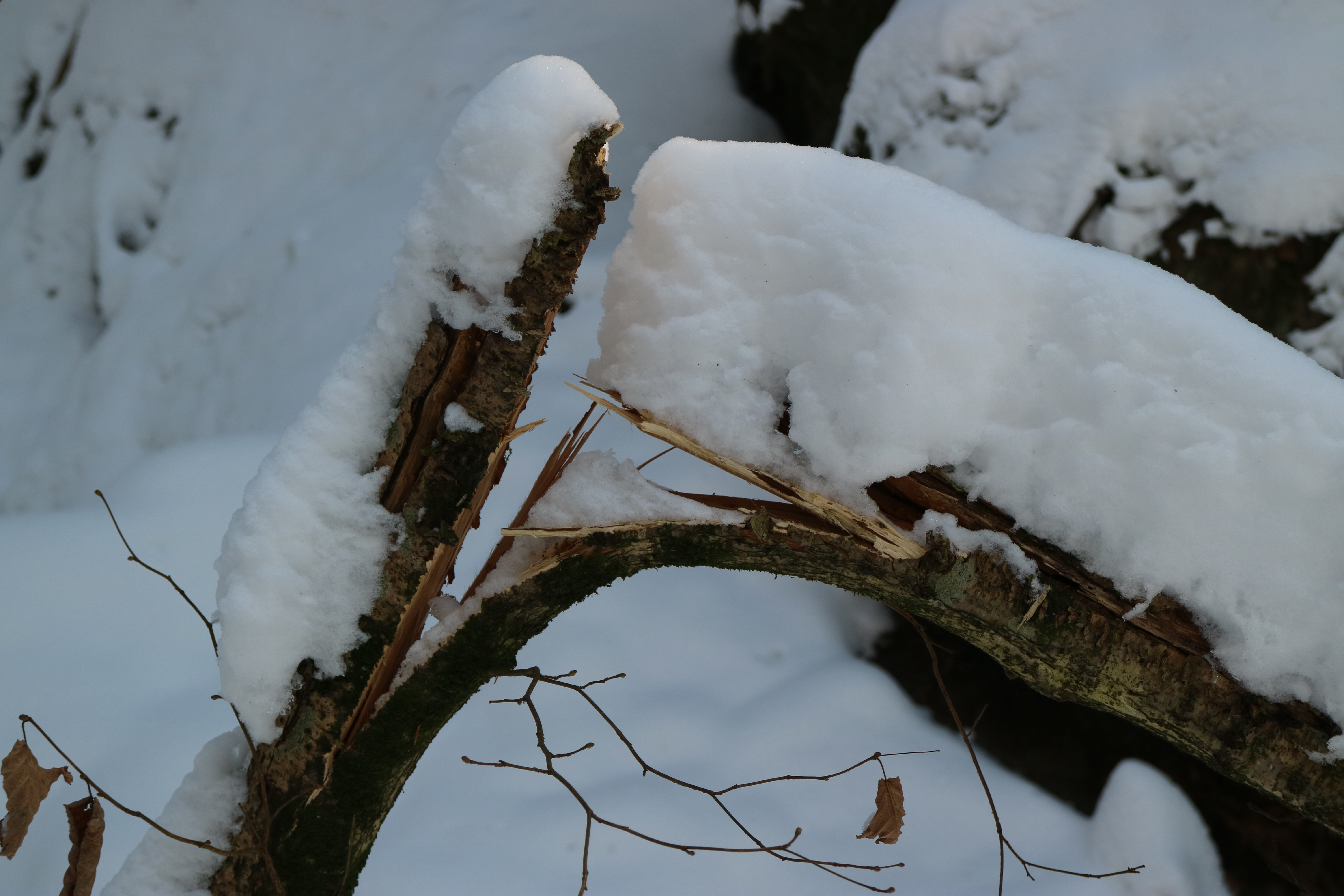
Gesplittert-gespleißter unvollständiger Stammbruch
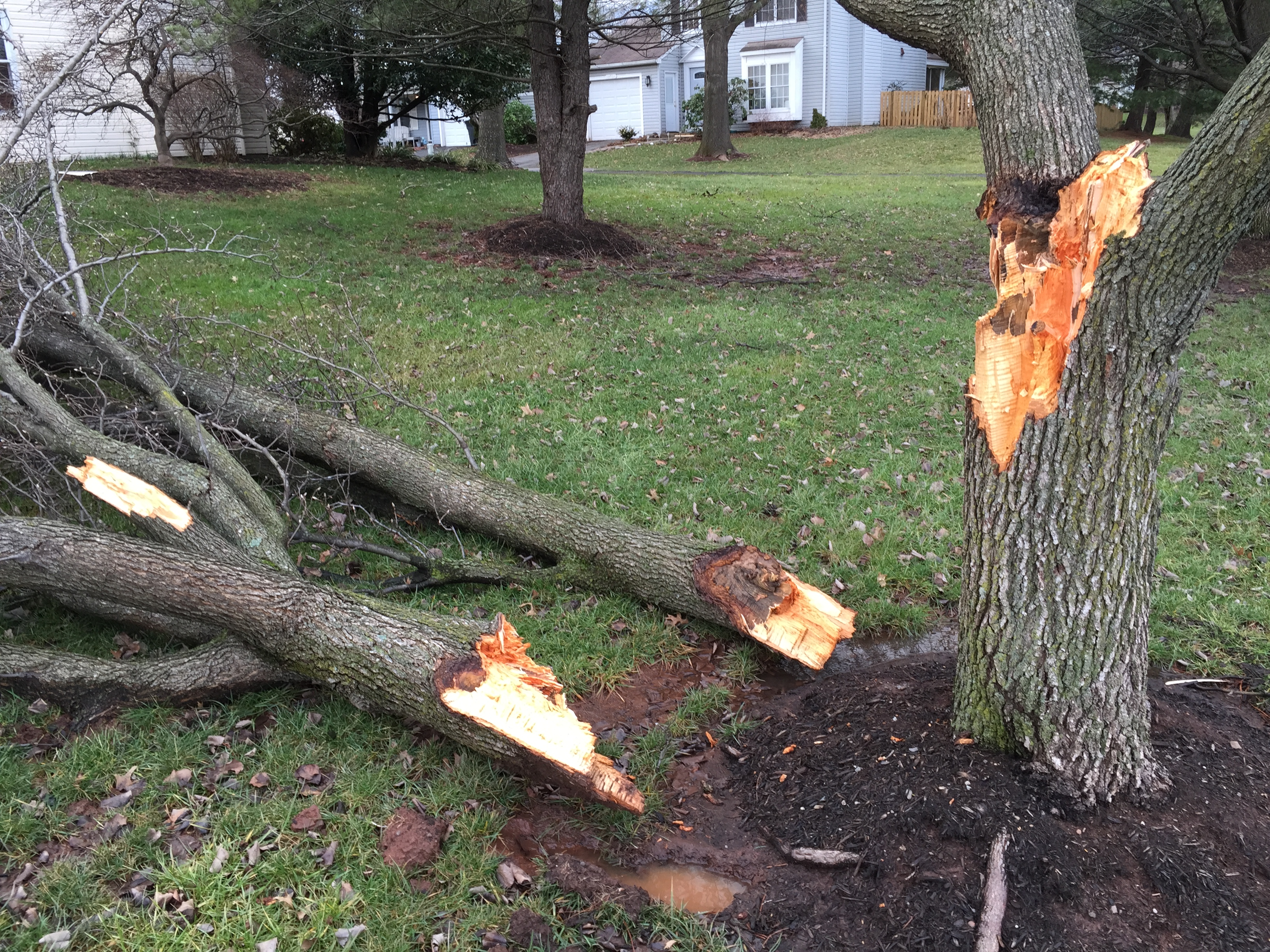
Baumwurf i.e.S: Abgerissene Hauptäste
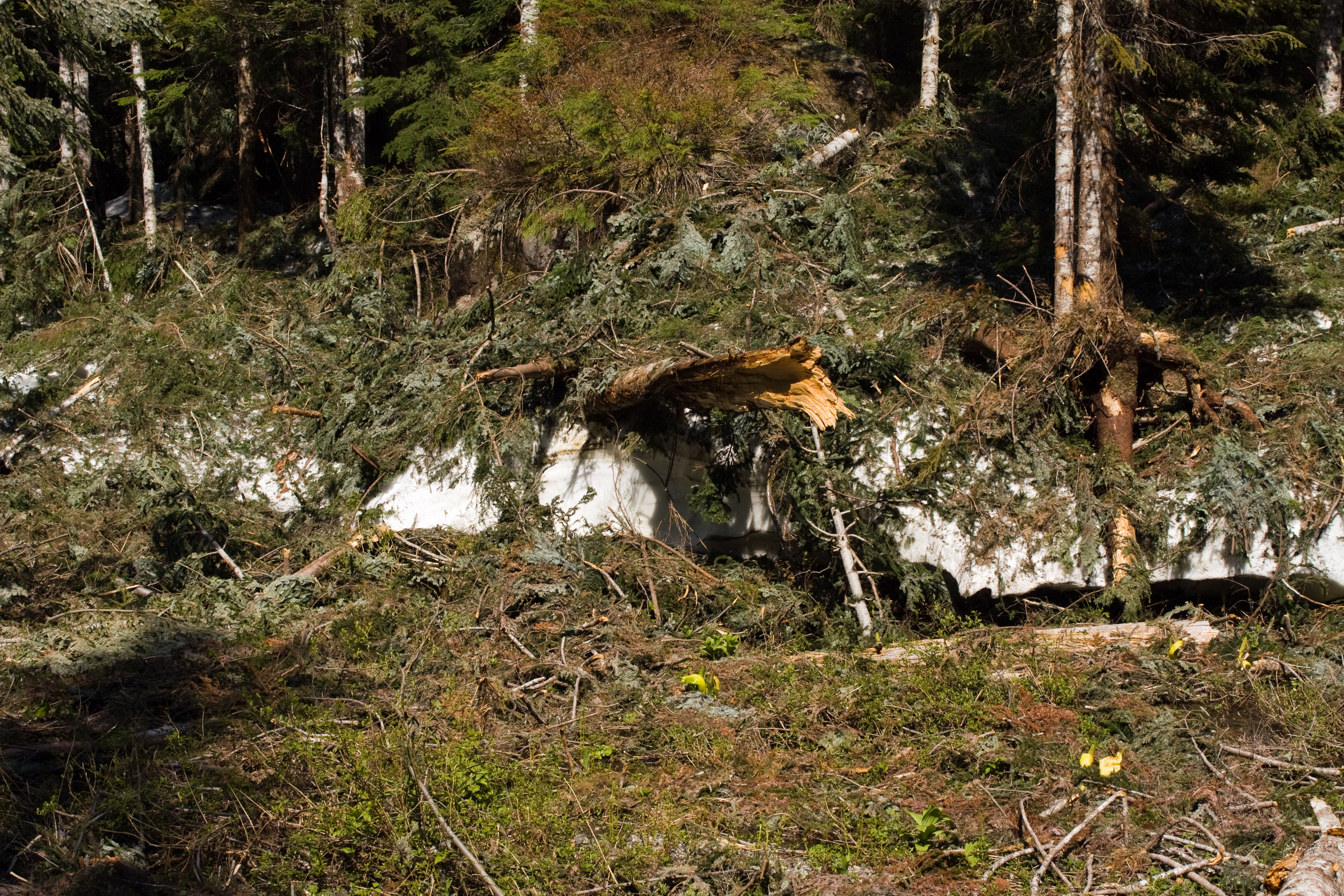
Vielfältiges Bruchholz auf Lawinenrest